# 風越山 (飯田市)
風越山（かざこしやま）は、信州百名山の1つで、長野県飯田市西部にある標高1,535メートルの山。中央アルプスの前衛に位置し、新・花の百名山に選定されている。

## 概要
主に花崗岩からなる。飯田市のシンボル的な山として、地元では「かざこしやま」や「ふうえつざん」と呼び親しまれている。正式な読み方は「かざこしやま」である。飯田市の商品名や地名などには「風越（ふうえつ）」の名が多く見られる。「権現山（ごんげんやま）」とも呼ばれる。山頂直下には国の重要文化財に指定されている白山社奥宮が鎮座するなど、古くから信仰の山として栄えてきた。登頂への登山ルートには（1）表参道・滝の沢ルート、（2）押洞ルート、（3）旧阿弥陀寺・二本杉ルート、（4）高鳥屋山ルート、（5）権現道ルート、（6）円悟沢・今庫の泉ルートの6種類がある。

## 語源
「風越山（かざこしやま）」の語源は、山頂近くに「大窪み」と呼ばれる鞍部があり、そこを風が吹き越えることからきている。
中世の和歌にも「千載集」には藤原清輔が「かざこしをゆうこえくればほととぎす　麓の雲のそこに鳴くなり」と詠んでいる。飯田市内の小学校・中学校・高校の校歌にもみな「風越山（かざこしやま）」とうたわれている。
山中に白山妙理大権現がまつられていることから「権現山」とも呼ばれた。
1949年（昭和24年）、飯田西高等学校と飯田北高等学校が統合され、飯田風越高等学校（いいだふうえつこうとうがっこう）が誕生し、1965年（昭和40年）頃から「ふうえつざん」と呼ぶ人が増えた。1970年（昭和45年）以降に出版された地理書、各種の資料等でも「ふうえつざん」という振り仮名が使われている。また、風越郵便局などの固有名詞では「ふうえつ」と呼んでいる。

## 地理

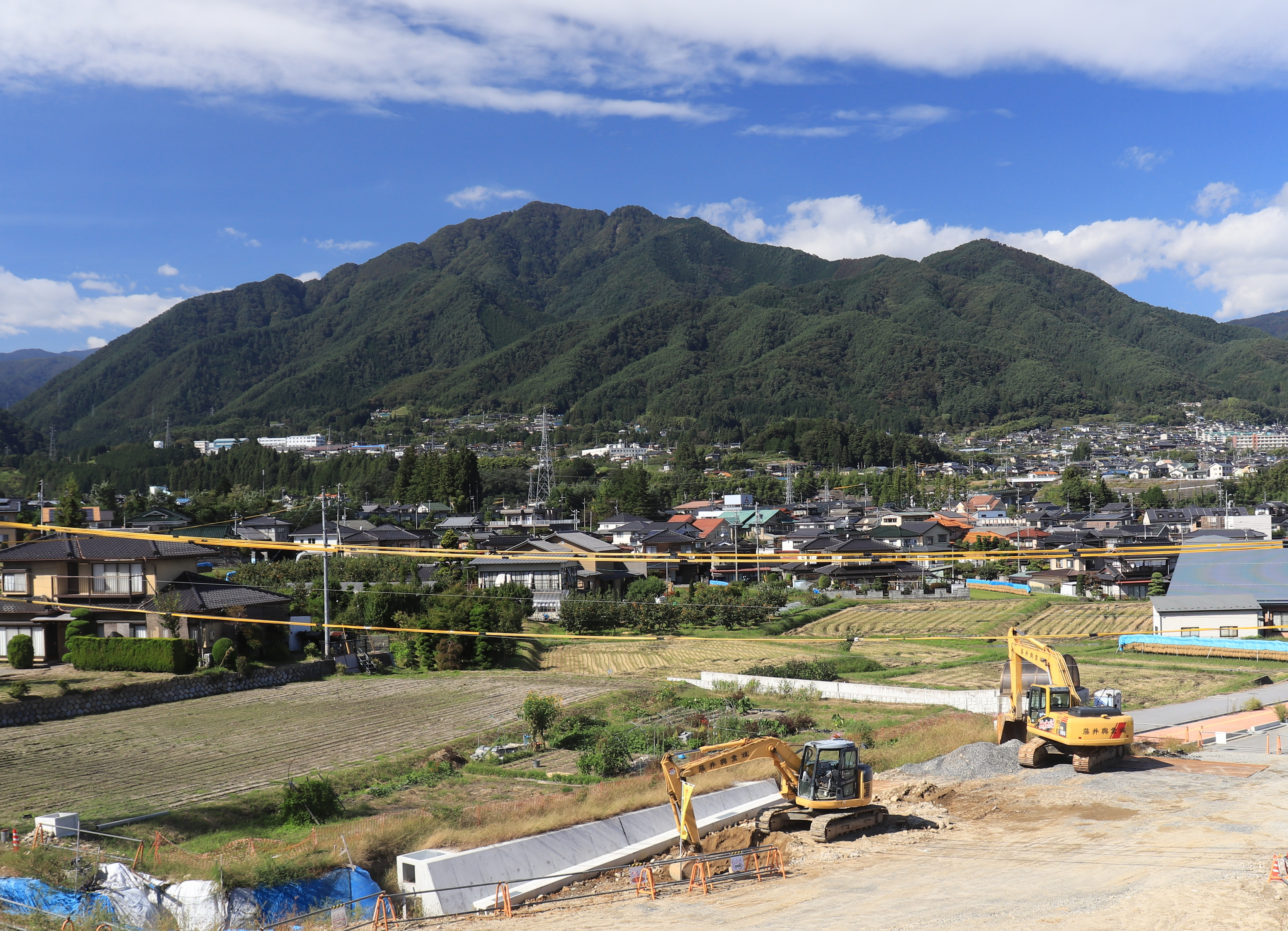
南東山麓から望む風越山、右側に虚空蔵山

標高1,535メートルで全山が花崗岩からなる風越山は、木曽山脈の主稜線から盆地に向かってせり出している屋根の先端の高まりで、あたかも独立峰のように周りより高くなっている。南西に延びる尾根上に標高1,130メートルの虚空蔵山がある。山の両側は、飯田松川と野底川谷によって深く掘り込まれている。飯田松川も野底川もその上流は北東〜南西方向で、木曽山脈の方向と並走しており、1キロメートルも離れていないほど極端に接近している。この部分の分水嶺を越田峠といい、風越山の屋根はこの越田峠によって切断されそうになっているため、独立峰のように見える。
山を越えて伊那谷へ吹き込み、霧の発生やスモッグの移動、夏の雲海をつくる風は「風越おろし」と呼ばれ、その風の強さは飯田下伊那では数少ない風力発電の採算可能な地域になりうるほどのものであるともいわれる。

## 自然

### 植物
(特記ない限り、『かざこし山―風越山の自然と文化』『風越山からの風』による)
- エイザンスミレ
- イワウチワ
- カタクリ
- コキンバイ
- イワカガミ
- ヒトリシズカ
- タムシバ
- コバノミツバツツジ：ミツバツツジは、飯田市の花木。
- フキノトウ
- ヒゲネワチガイソウ
- ジュウニヒトエ
- キランソウ
- フモトスミレ
- タチツボスミレ
- スギナ
- クジャクシダ
- アカマツ林
- ウワズミサクラ
- クロモジ
- モミジイチゴ
- キブシ
- コナラ
- ミツバアケビ
- コクサギ
- アケビ
- カマツカ
- コバノガマカズミ
- ウワバミソウ
- オドリコソウ
- フタリシズカ
- ショウジョウバカマ
- シュンラン
- ナルコユリ
- チゴユリ
- ササユリ
- ヤマツツジ
- ギンリョウソウ
- フシグロセンノウ
- コオニユリ
- ノカンゾウ
- クサギ
- タツナミソウ
- シャクナゲ
- ヤマハハコ
- ネムノキ
- ニセアカシア
- ムラサキシキブ
- ヤマホタルブクロ
- イチヤクソウ
- ヤマオダマキ
- ウラジモミ林
- コアジサイ
- エゴノキ
- ノリウツギ
- ウツギ
- ヤマトリカブト
- リュウノウギク
- ツルニンジン
- ヤマハギ
- オヤマボクチ
- セキヤノアキチョウジ
- ノコンギク
- ゴマナ
- ヒダアザミ
- アキノキリンソウ
- ベニマンサク
- ニシキギ
- ツリバナ
- ミヤマガマズミ
- ダンコウバイ
- ツノハシバミ
- ソヨゴ
- ナツハゼ
- コナラ
- クリ
- ヤマハギ
- ススキ
- アキノキリンソウ
- ヤクシソウ
- ノコンギク
- リュウノウギク
- ユウガギク
- オオバコ
- クズ
- オミナエシ
- ツリガネニンジン
- カワラナデシコ
- オトコエシ
- オケラ
- シラヤマギク

### 動物
（特記のない限り、『かざこし山―風越山の自然と文化』による）
- カモシカ
- リス
- タヌキ
- モリアオガエル：水がきれいな池や水たまり、木の枝に産卵する。
- チョウ：約80種類のチョウが見られる。
- トンボ：1961年には約51種類見られたが、1983年には約41種類にまで減少した。

## 見どころ（史跡・名勝等）

### 猿庫の泉

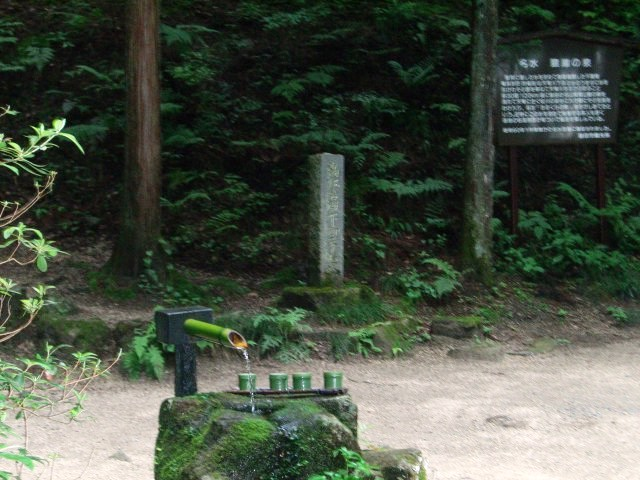
猿庫の泉（2008年6月）

猿庫の泉（さるくらのいずみ）は風越山山麓の天竜川水系円悟沢に湧出している軟水の泉で1985年（昭和60年）環境省により名水百選に選ばれる。
1829年に茶道宗徧流・不蔵庵龍渓（ふぞうあんりゅうけい）が茶の湯に最適な水を求めて天竜川水系を探していたところ発見したといわれる。石組や茶席が建設され、2月に初釜茶会、5月に野点茶会、4月から10月の日曜、祝日に野点呈茶を行っている。

### 白山神社 奥宮本殿
鳥居や随紳門をもつ室町時代の建造物で、国の重要文化財に指定されている。

### ベニマンサク
特徴的なハート型の葉を持つ広葉樹で、長野県の天然記念物に指定されている。紅葉する秋には家族連れのハイカーでにぎわう。植生状態がよく、標高の高い地点までよく育ち、風越山が分布上の東北限地となっている。風越山では標高800メートルの山腹から山上直下の1,480メートル近くまで群生し、その分布の範囲は南北5.5キロメートル、東西3.5キロメートルに及ぶ。

### 周辺施設
- 大平宿
- 飯田市営今宮球場
- かざこし子どもの森公園
- 風越山麓公園
- 松川ダム
- 飯田駅
- 桜町駅

## その他
- 風越登山マラソン - 1925年（大正14年）から続く市民健康作りの行事で、標高差約1,000メートルを駆け抜ける。
- 元旦には「風越山を愛する会」が企画する元旦登山で初日の出を見ることができる。
- 2002年（平成14年）から「6月1日11時11分に風越山を撮ろう！」という活動ができ、毎年行っている。募集した作品は飯田創造館で展示している。
- 歌枕であり、上述の藤原清輔の歌のほか、「吹き乱る 風越山の桜花 麓の雲に 色やまがはん」（夫木和歌抄）、「風越の 峰の上にて 見るときは 雲は麓の ものにぞありける」（詞華和歌集）などが詠まれている。
- 城山三郎著の「官僚たちの夏」では、主人公の風越信吾一家が「風越姓の由来の風越山を見たい」として飯田市を旅する場面がある。
- 田中澄江が『新・花の百名山』の著書で、ヤマハハコを体表する花として紹介している[5]。

## 関連図書
- 『新日本山岳誌』ナカニシヤ出版、ISBN  4-7795-0000-1
- 『山と高原地図 木曽駒・空木岳 中央アルプス2010』昭文社、ISBN 978-4-398-75720-3
- 『改訂新版　名古屋周辺の山』山と溪谷社、ISBN  978-4-635-18017-7
- 『東海・北陸の200秀山　下(東海・信州編)』中日新聞社、ISBN  978-4-8062-0599-9
- 『中央アルプスの山旅　地形・地質観察ガイド』飯田市美術博物館